# پارک ملی سالتفیلت سوارتیزن
پارک ملی سالتفیلت سوارتیزن (به لاتین: Saltfjellet–Svartisen National Park) یک پارک ملی در نروژ است که در Beiarn واقع شده‌است.

## جغرافیا
مرز شرقی این پارک مرز نروژ و سوئد است و با وسعت ۲۱۰۲ کیلومتر مربع (۸۱۲ مایل مربع)، یکی از بزرگترین پارک‌های ملی نروژ است.

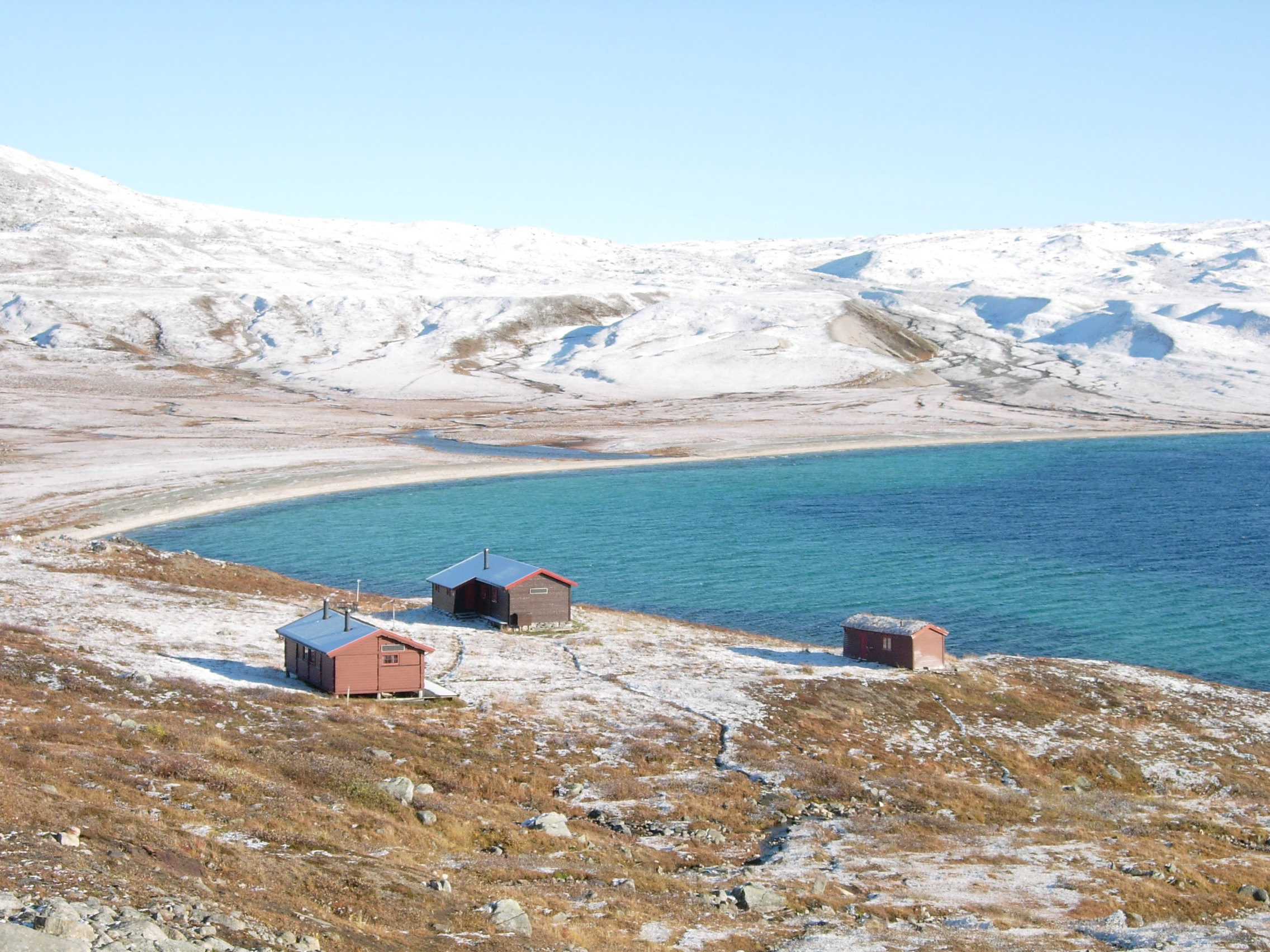
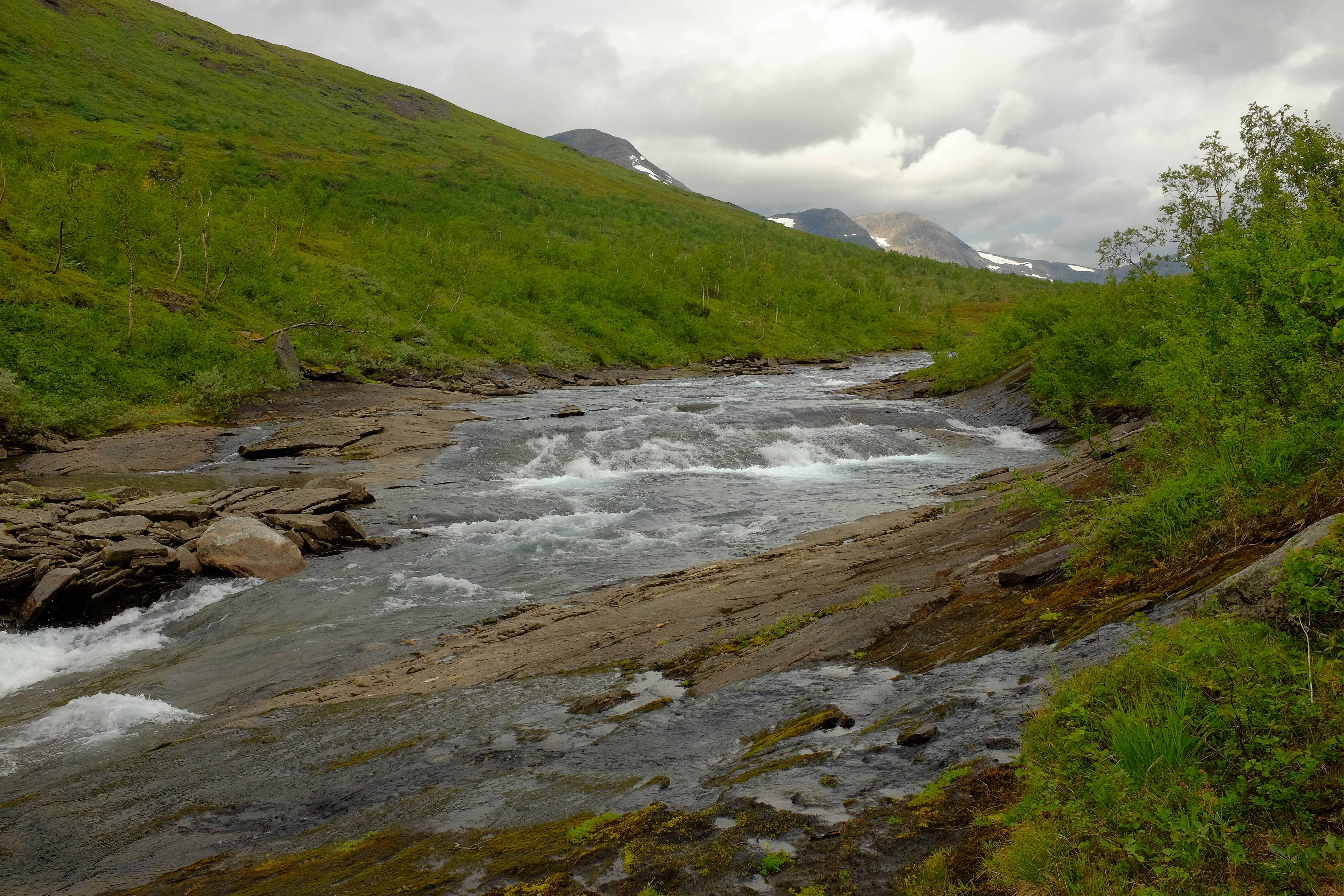
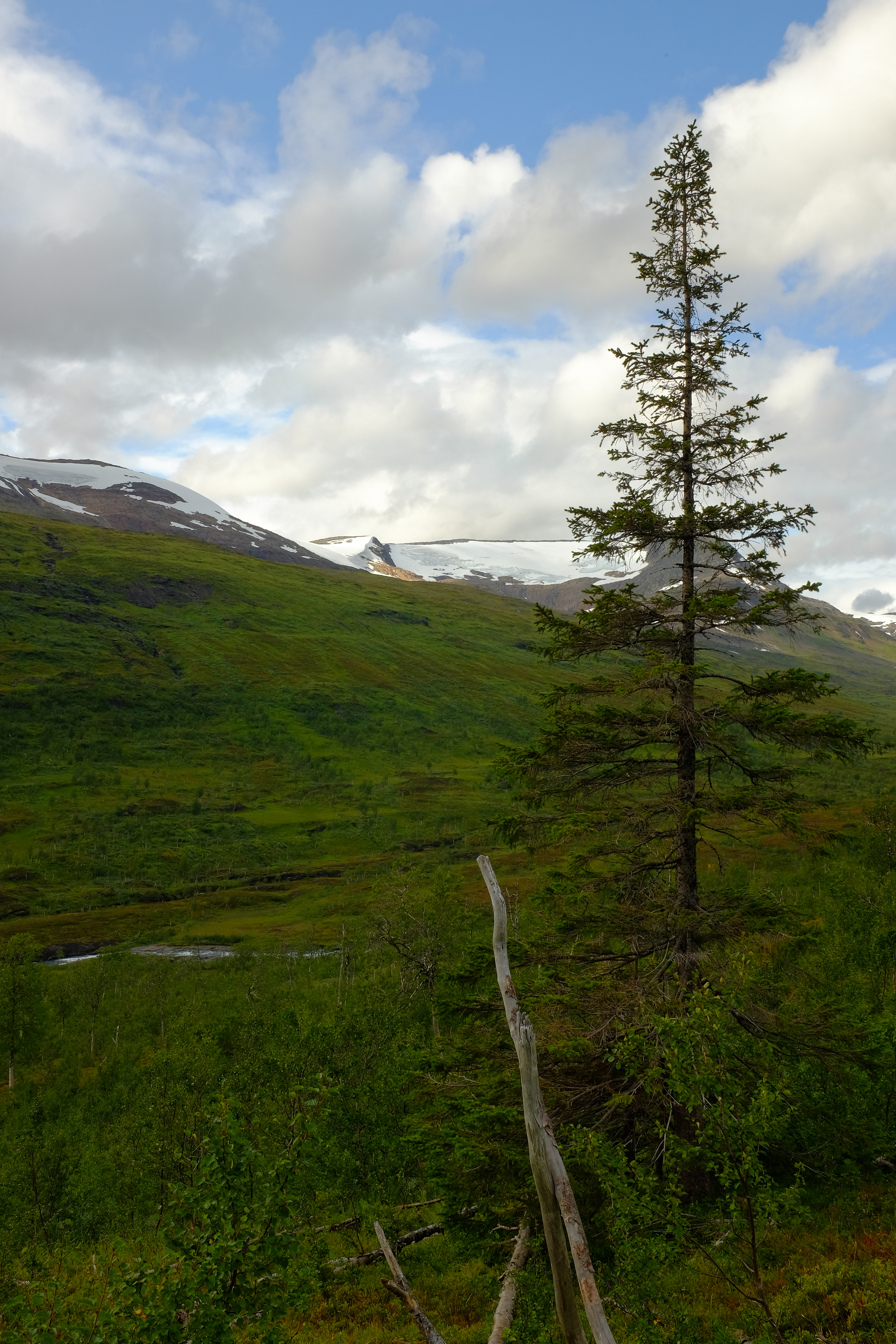